# Муром
Муром (на руски: Муром) е град в Русия, административен център на Муромски район, Владимирска област. Населението на града към 1 януари 2018 година е 109 072 души.

## География
Разположен е на левия бряг на река Ока, на границата с Нижегородска област. Отстои на 137 км от областния център Владимир.

## История
За първи път е споменат (като град) през 862 година. Става обект на междоусобната Муромска война (1096). Столица е на Муромско-Рязанската земя, която в самостоятелно княжество се отделя през 1129 година, присъединено към Великото московско княжество през 1392 г.

## Личности
- Иля Муромец – руски митичен герой
- Сергей Прокудин-Горски – пионер на цветната фотография
- Владимир Зворикин – изобретател на телевизионния кинескоп